# TT377
TT377 (Theban Tomb 377) è la sigla che identifica una delle Tombe dei Nobili ubicate nell'area della cosiddetta Necropoli Tebana, sulla sponda occidentale del Nilo dinanzi alla città di Luxor, in Egitto. Destinata a sepolture di nobili e funzionari connessi alle case regnanti, specie del Nuovo Regno, l'area venne sfruttata, come necropoli, fin dall'Antico Regno e, successivamente, sino al periodo Saitico (con la XXVI dinastia) e Tolemaico.

## Titolare
TT377 era la tomba di:
| Titolare     | Titolo   | Necropoli       | Dinastia/Periodo  | Note |
| ------------ | -------- | --------------- | ----------------- | ---- |
| nome perduto | non noto | Dra Abu el-Naga | XIX - XX dinastia |      |

## Biografia
Nessuna notizia biografica è ricavabile.

## La tomba
Il nome del titolare di TT377 è andato perduto, così come il suo titolo; è costituita da una sala trasversale. Sulle pareti: sul lato destro del corridoio di accesso, i resti di una stele (1 in planimetria); sul lato corto a nord (2) Amenhotep I e la regina Ahmose Nefertari seduti e la dea Hathor, rappresentata come vacca sacra che protegge un re (non identificabile). Sulla parete opposta (3) un uomo, seguito da un ba in offertorio al defunto e alla moglie e un uomo inginocchiato con due gatti ai fianchi. In una nicchia sul lato lungo opposto all'ingresso (4) una stele con il defunto in offertorio a Osiride, due figure di Anubi con la barca di Ra; il defunto adora la Triade Tebana (Amon, Mut e Khonsu) e offre libagioni a Osiride, Iside e Nephtys.

### Annotazioni
1. ↑  La numerazione dei locali e delle pareti segue quella di Porter e Moss 1927, p. 428.
2. ↑  La prima numerazione delle tombe, dalla numero 1 alla 252, risale al 1913 con l'edizione del "Topographical Catalogue of the Private Tombs of Thebes" di Alan Gardiner e Arthur Weigall. Le tombe erano numerate in ordine di scoperta e non geografico; ugualmente in ordine cronologico di scoperta sono le tombe dalla 253 in poi.
3. ↑  I campi della Duat, ovvero l'aldilà egizio, si trovavano, secondo le credenze, proprio sulla riva occidentale del grande fiume.
4. ↑  Nella sua epoca di utilizzo, l'area era nota come "Quella di fronte al suo Signore" (con riferimento alla riva orientale, dove si trovavano le strutture dei Palazzi di residenza dei re e i templi dei principali dei) o, più semplicemente, "Occidente di Tebe".
5. ↑  le Tombe dei Nobili, benché raggruppate in un'unica area, sono di fatto distribuite su più necropoli distinte.
6. ↑  Le note, sovente di inquadramento topografico della tomba, sono tratte, fino alla TT252, dal "Topographical Catalogue" di Gardiner e Weigall, ed. 1913 e fanno perciò riferimento alla situazione dell'epoca.

### Fonti
1. ↑  Gardiner e Weigall 1913.
2. ↑  Donadoni 1999,  p. 115.
3. ↑  Porter e Moss 1927, p. 434.
4. 1 2  Porter e Moss 1927,  p. 434.